# إميليانوس
إميليانوس (باللاتينية: Marcus Aemilius Aemilianus Augustus) المعروف أيضاً باسم إميليان، إمبراطور روماني ولد في جزيرة جربة سنة 207، حكم الإمبراطورية الرومانية لمدة 3 أشهر سنة 253.
كان قائدا لقوات مويسيا، حقق انتصارًا كبيرًا على الغزاة القوط وبالتالي أعلنه جيشه إمبراطورًا. ثم انتقل بسرعة إلى إيطاليا الرومانية وهزم الإمبراطور تريبونيانوس غالوس في معركة إنترامنا نهارس [الإنجليزية] في أغسطس عام 253، ليغتاله رجاله بعد شهر عندما أعلن الجنرال فاليريان نفسه إمبراطورًا وتحرك ضد إميليان بجيش أكبر.
| سبقه تريبونيانوس غالوس وفولوسيانوس | إمبراطور روما 253 | تبعه فاليريان |